# Piotr Jaroszewicz

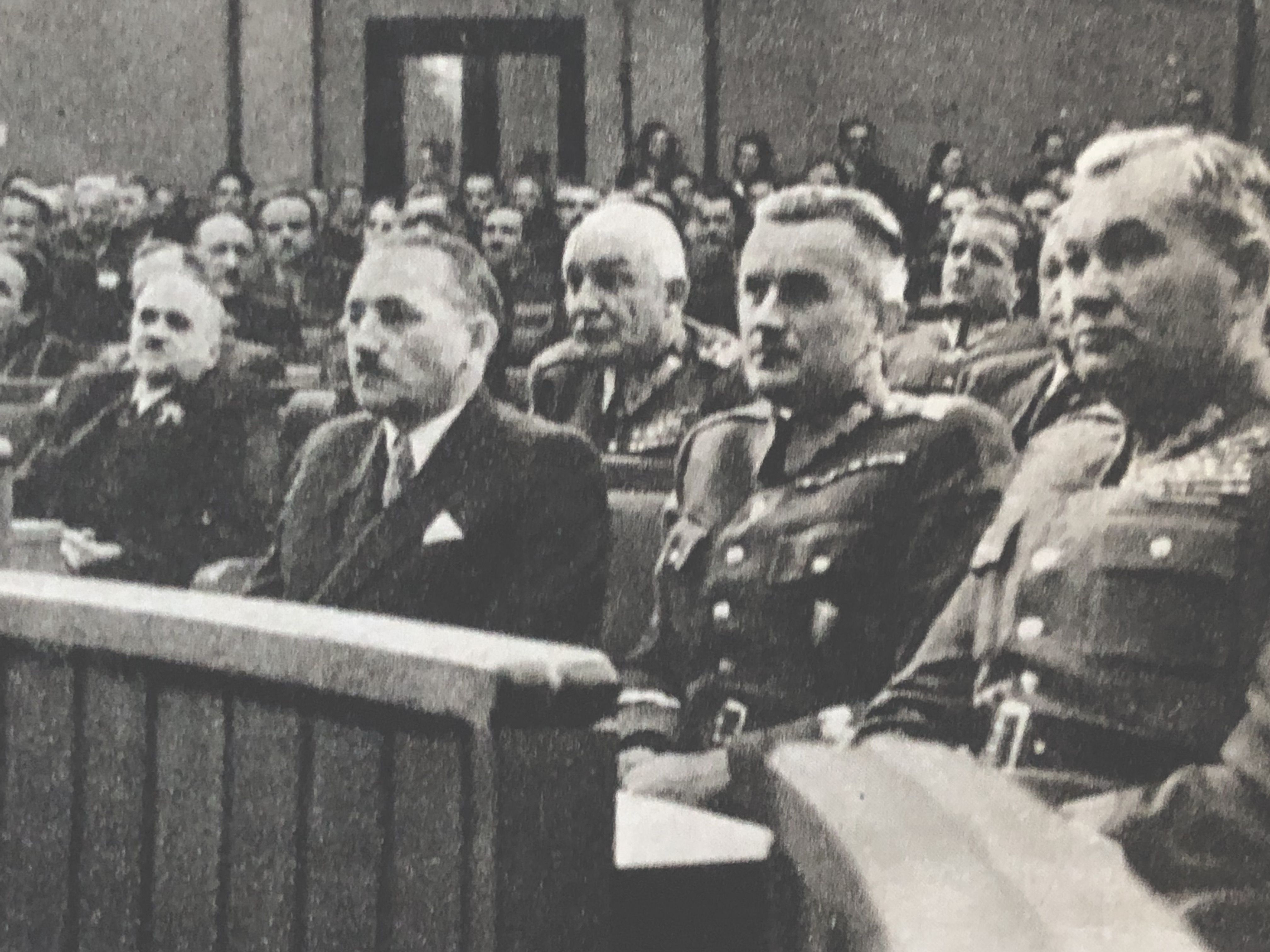
Posiedzenie Sejmu Ustawodawczego w 1947, w pierwszym rzędzie od prawej Stanisław Popławski, Piotr Jaroszewicz i Bolesław Bierut, w drugim rzędzie Karol Świerczewski

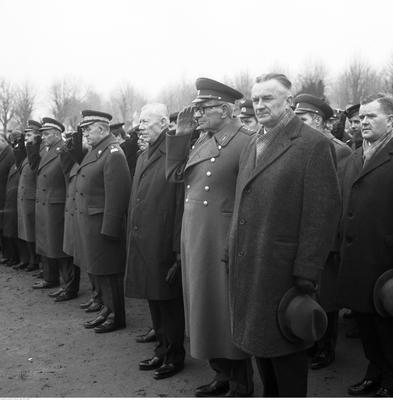
Uroczystości z okazji 25-lecia wyzwolenia Kołobrzegu, 16 marca 1970, od prawej: Piotr Jaroszewicz, gen. Stanisław Popławski, Zenon Nowak i gen. Józef Urbanowicz

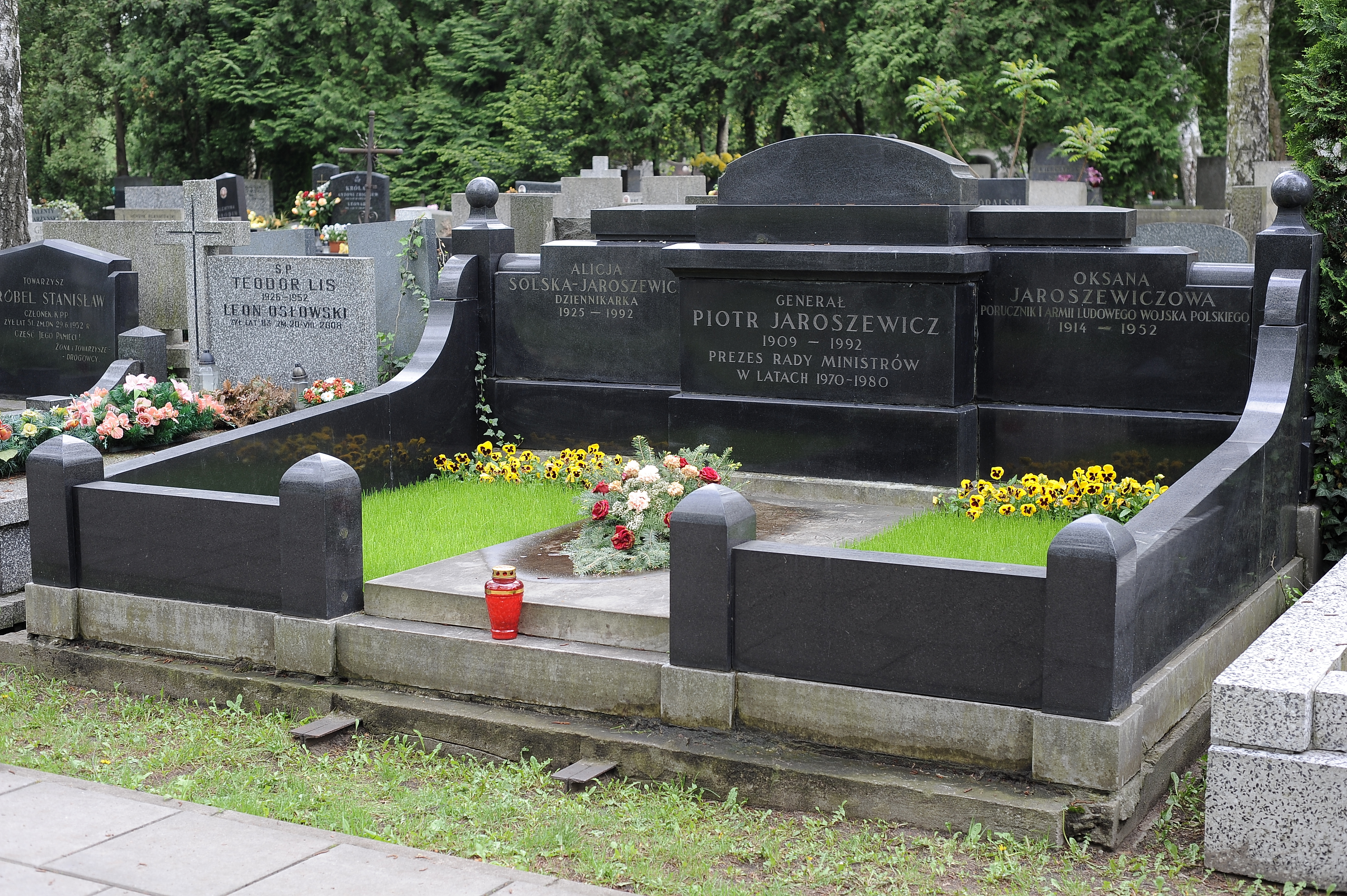
Grób Piotra Jaroszewicza na Cmentarzu Wojskowym na Powązkach

Piotr Jaroszewicz (ur. 25 września?/8 października 1909 w Nieświeżu, zm. 1 września 1992 w Warszawie) – polski nauczyciel, polityk i działacz komunistyczny. Wicepremier (1952–1970) oraz minister górnictwa (1954–1955) i następnie minister górnictwa węglowego (1955–1956). Generał dywizji Wojska Polskiego, prezes Rady Ministrów w latach 1970–1980, członek Biura Politycznego KC PZPR (1970–1980), członek prezydium Ogólnopolskiego Komitetu Frontu Jedności Narodu (1971–1981) oraz członek Komisji Wojskowej Biura Politycznego KC PZPR, nadzorującej Wojsko Polskie od maja 1949. Poseł na Sejm Ustawodawczy oraz na Sejm PRL I, II, III, IV, V, VI, VII i VIII kadencji. Budowniczy Polski Ludowej.

## Młodość
Syn Konstantego i Ludmiły z Horoszewiczów. Stryjeczny brat Alfreda Jaroszewicza. Jego ojciec był prawosławnym duchownym oraz nauczycielem w szkołach ludowych. Od 1929 pracował jako nauczyciel w szkole powszechnej w powiecie stolińskim. W 1934 ukończył Wyższy Kurs Nauczycielski, studiował także pedagogikę w Warszawie. W latach 1934–1939 był dyrektorem szkoły powszechnej w Michałówce, Pilawie i w Borowiu w powiecie garwolińskim. Na tym terenie był organizatorem organizacji sanacyjnej „Strzelec”. Przed wojną był członkiem Związku Młodzieży Wiejskiej RP „Wici” (w latach 1930–1931) i Związku Nauczycielstwa Polskiego (w latach 1929–1939).
Po agresji ZSRR na Polskę znalazł się na terenie okupacji sowieckiej. W 1940 został deportowany w okolice Archangielska, gdzie pracował przy wyrębie lasu. Na zesłaniu przebywał również w Kazachstanie. Z powodu tyfusu nie mógł wstąpić do formowanych Polskich Sił Zbrojnych w ZSRR.

## Kariera wojskowa
28 sierpnia 1943 przyjęty został do 1 Korpusu Polskich Sił Zbrojnych w ZSRR, przydzielony do 4 Pułku Piechoty i wyznaczony na stanowisko pisarza-magazyniera. Następnie jako „oficer bez stopnia” został zastępcą dowódcy 7 kompanii 4 pp. W okresie od 20 września do 15 listopada 1943 był słuchaczem kursu oficerskiego 2 Dywizji Piechoty i kursu oficerów polityczno-wychowawczych 1 Korpusu PSZ w ZSRR. Po ukończeniu kursów powrócił do 4 pp, w którym objął stanowisko zastępcy dowódcy III batalionu do spraw polityczno-wychowawczych. W tym momencie rozpoczęła się jego błyskotliwa kariera wojskowa. 1 grudnia 1943 przeniesiony został do Wydziału Polityczno-Wychowawczego 2 DP na stanowisko instruktora propagandy wśród ludności cywilnej i wojsk nieprzyjaciela. 15 kwietnia 1944 został zastępcą szefa tego wydziału, 21 lipca szefem wydziału, a 19 sierpnia wyznaczony został na stanowisko zastępcy dowódcy 2 DP ds. polityczno-wychowawczych.
13 września 1944 powołany został na stanowisko szefa Zarządu Polityczno-Wychowawczego 1 Armii Wojska Polskiego (sprzeciwiał się temu na posiedzeniu Biura Politycznego KC PPR Jakub Berman, twierdząc, że Piotr Jaroszewicz nie jest komunistą). 16 października tego roku powierzono mu pełnienie obowiązków zastępcy dowódcy 1 Armii WP do spraw polityczno-wychowawczych. 25 listopada 1944 został zatwierdzony na tym stanowisku. Jako szef delegacji jednostek frontowych raportował Krajowej Radzie Narodowej o udziale Polaków w zdobyciu Berlina. 14 czerwca 1945 został zastępcą szefa Głównego Zarządu Polityczno-Wychowawczego WP. W okresie od sierpnia do października 1945 pełnił obowiązki szefa tej instytucji.
28 sierpnia 1943 z chwilą przyjęcia do 1 Korpusu PSZ w ZSRR otrzymał stopień szeregowca. 1 lutego 1944 awansował na chorążego, a 1 maja tego roku na porucznika z pominięciem stopnia podporucznika. 17 czerwca 1944 dowódca 1 Armii WP ustalił okresy wysługi w stopniach oficerskich. Zgodnie z rozkazem dowódcy armii minimalny okres wysługi dla oficerów liniowych, pełniących służbę w oddziałach walczących, do sztabu korpusu włącznie wynosił: porucznika i kapitana – 3 miesiące, a dla oficerów liniowych, pełniących służbę w oddziałach walczących, do sztabu armii i frontu włącznie wynosił: majora 8 miesięcy i podpułkownika – 10 miesięcy. Piotr Jaroszewicz awans na kapitana otrzymał 27 lipca, a więc po przesłużeniu prawie trzech miesięcy w stopniu porucznika. We wrześniu 1944 przeniesiony został z dowództwa 2 DP do dowództwa 1 Armii WP. Majorem został w dniu 1 października 1944, dwa miesiące i trzy dni od ostatniego awansu. 3 listopada 1944 mianowany został do stopnia podpułkownika. 2 grudnia 1944 Naczelny Dowódca WP ustalił nowe zasady nadawania stopni oficerskich. Zgodnie z tymi zasadami okres wysługi w stopniu dla podpułkownika korpusu polityczno-wychowawczego pełniącego służbę w sztabie armii wynosił 18 miesięcy i mógł zostać skrócony do połowy. Piotr Jaroszewicz awans na pułkownika otrzymał 18 kwietnia 1945, a więc po przesłużeniu w stopniu podpułkownika niespełna sześciu miesięcy. Generałem został w wieku 36 lat (po przesłużeniu w wojsku jedynie 28 miesięcy).
29 października 1945 powołany został na stanowisko głównego kwatermistrza WP – III wiceministra obrony narodowej. 14 grudnia 1945 awansował na generała brygady. Wydział Polityki Zagranicznej Wszechzwiązkowej Komunistycznej Partii (bolszewików) w swej analizie sytuacji w Polsce sporządzonej w kwietniu 1948 stwierdzał, że Piotr Jaroszewicz jest jednym z ministrów, który prezentuje „nacjonalistyczne dążenia”, przeprowadzając w wojsku akcję usuwania ze stanowisk dowódczych oficerów radzieckich.
W latach 1950–1952 był zastępcą przewodniczącego Państwowej Komisji Planowania Gospodarczego do spraw planowania wojskowego. 11 listopada 1950 mianowany generałem dywizji. Następnie wyznaczony został do prac poza wojskiem. Z dniem 6 czerwca 1960 przeniesiony został do rezerwy.

## Działalność polityczna
Od 1944 był członkiem Polskiej Partii Robotniczej, a następnie (od 1948) należał do Polskiej Zjednoczonej Partii Robotniczej.
Zaliczany do nieformalnej frakcji „puławian” podczas walki o władzę w kierownictwie PZPR w latach pięćdziesiątych.
W latach 1947–1980 poseł na Sejm Ustawodawczy oraz na Sejm PRL I, II, III, IV, V, VI, VII i VIII kadencji. W latach 60. poseł regionu krośnieńskiego.
Od 1956 stały przedstawiciel Polski w Radzie Wzajemnej Pomocy Gospodarczej oraz członek Komitetu Wykonawczego RWPG. W latach 1952–1970 wicepremier, w okresie 1954–1956 minister górnictwa oraz minister górnictwa węglowego. Od 1957 wiceprzewodniczący Komitetu Ekonomicznego Rady Ministrów oraz przewodniczący Komitetu Współpracy Gospodarczej z Zagranicą.
Od 1972 prezes Rady Naczelnej Związku Bojowników o Wolność i Demokrację (odwołany w 1980). W latach 1971–1981 członek prezydium Ogólnopolskiego Komitetu Frontu Jedności Narodu.
Od 1948 do 1980 zasiadał w Komitecie Centralnym PZPR. W latach 1964–1970 był zastępcą członka, a w latach 1970–1980 członkiem Biura Politycznego KC PZPR. W lutym 1980 na VIII Zjeździe PZPR został usunięty przez Edwarda Gierka z funkcji premiera oraz z Biura Politycznego KC PZPR. W 1981 usunięty z PZPR.
W latach 1948–1951 był prezesem Polskiego Związku Tenisowego. Od 1958 był członkiem Zarządu Głównego Towarzystwa Przyjaźni Polsko-Chińskiej.
Po wprowadzeniu stanu wojennego został internowany jako członek ekipy Edwarda Gierka.

### Prezes Rady Ministrów (1970–1980)
Premier od 23 grudnia 1970 do 18 lutego 1980.
W 1971 Rada Ministrów pod jego przewodnictwem podjęła uchwałę o anulowaniu decyzji Tymczasowego Rządu Jedności Narodowej z września 1946 o pozbawieniu obywatelstwa m.in. generałów Andersa, Kopańskiego, Chruściela i Maczka, a także Stanisława Mikołajczyka. Uchwała nie została jednak opublikowana.
Współautor tzw. manewru gospodarczego z 1976 polegającego na podwyżce cen żywności (połączonej z wprowadzeniem rekompensat) w związku z całkowitym oderwaniem się cen detalicznych żywności od kosztów produkcji rolnej. Decyzja o podwyżkach doprowadziła do protestu robotników w Ursusie i Radomiu. Po strajkach Piotr Jaroszewicz chciał ustąpić ze stanowiska premiera, ale został przekonany przez Edwarda Gierka do pozostania na tej funkcji.
W lutym 1980 został usunięty na VIII Zjeździe PZPR z funkcji premiera.

## Awanse
- chorąży – 1 lutego 1944
- porucznik (z pominięciem rangi podporucznika) – 1 maja 1944
- kapitan – 27 lipca 1944
- major – 1 października 1944
- podpułkownik – 3 listopada 1944
- pułkownik – 18 kwietnia 1945
- generał brygady – 14 grudnia 1945
- generał dywizji – 11 listopada 1950

## Ordery i odznaczenia

### Polskie
- Order Budowniczych Polski Ludowej (18 lipca 1969)[16]
- Krzyż Wielki Orderu Odrodzenia Polski (1979, pozbawiony w lipcu 1981)[17]
- Order Krzyża Grunwaldu I klasy (8 października 1979)[18]
- Order Sztandaru Pracy I klasy (dwukrotnie, w tym w 1964[19])
- Order Krzyża Grunwaldu II klasy (12 lipca 1945)[20]
- Krzyż Komandorski Orderu Odrodzenia Polski (19 lipca 1946)[21]
- Order Krzyża Grunwaldu III Klasy (5 czerwca 1945)[22]
- Krzyż Srebrny Orderu Virtuti Militari (1945)
- Medal 30-lecia Polski Ludowej (1974)[23]
- Medal za Warszawę 1939–1945 (17 stycznia 1946)[24]
- Medal za Odrę, Nysę, Bałtyk
- Medal Zwycięstwa i Wolności 1945
- Medal 10-lecia Polski Ludowej (30 grudnia 1954)[25]
- Medal „Za udział w walkach o Berlin” (1966)
- Złoty Medal „Za zasługi dla obronności kraju”
- Srebrny Medal „Za Zasługi dla Obronności Kraju”
- Brązowy Medal „Za Zasługi dla Obronności Kraju”
- Odznaka 1000-lecia Państwa Polskiego
- Odznaka Grunwaldzka
- Złoty Znak Związku Ochotniczych Straży Pożarnych (1966)[26]
- Złota Honorowa Odznaka PTTK (1960)[27]
- Odznaka „Zasłużony Działacz Ruchu Spółdzielczego” (1967)[28]
- Złota odznaka honorowa Naczelnej Organizacji Technicznej (1969)[29]
- Złota Odznaka honorowa „Za Zasługi dla Warszawy” (1960)[30]
- Odznaka honorowa „Za zasługi dla Gdańska” (1960)[31]
- Złota Odznaka „Za zasługi dla województwa warszawskiego” (1963)[32]
- Odznaka „Zasłużony dla województwa rzeszowskiego” (1966)[33]
- Odznaka honorowa „Zasłużony dla Warmii i Mazur” (1974)[34]
- Odznaka „Za szczególne zasługi dla województwa bydgoskiego” (1980)[35]
- Medal „Zasłużony dla miasta Zabrza” (1975)[36]
- Odznaka honorowa „Za zasługi dla miasta Bydgoszczy” (1978)[37]
- Odznaka Honorowa „Za zasługi w rozwoju Piły” (1978)[38]
- Złota honorowa odznaka Trybuny Robotniczej (1975)[36]
- Złota honorowa odznaka Automobilklubu Polski (1960)[39]
- Honorowa odznaka 400-lecia Poczty Polskiej (1958)[40]
- Medal „Budowniczy Legnicko-Głogowskiego Okręgu Miedziowego” (1973)[41]
- Odznaka „Zasłużony dla Huty Katowice” (nadana uchwałą Konferencji Samorządu Robotniczego Huty Katowice, 1978)[42]
- Medal im. Bolesława Rumińskiego (nadany przez Radę Główną Naczelnej Organizacji Technicznej, 1977)[43]
- Odznaka 20-lecia Zrzeszenia Studentów Polskich (1970)[44]
- Medal pamiątkowy 30-lecia Apelu Wincentego Pstrowskiego (1977)[45]
- Medal pamiątkowy Wyższej Szkoły Oficerskiej Wojsk Zmechanizowanych im. Tadeusza Kościuszki (1971)[46]
- Medal pamiątkowy „X wieków Płocka” (1971)[47]
- Odznaka pamiątkowa „150-lecia istnienia Towarzystwa Naukowego Płockiego” (1971)[47]

### Zagraniczne
- Order Rewolucji Październikowej (Związek Radziecki, 1974)
- Order Przyjaźni Narodów (Związek Radziecki, 1979)
- Medal „Za zwycięstwo nad Niemcami w Wielkiej Wojnie Ojczyźnianej 1941–1945” (Związek Radziecki)
- Odznaka „25 lat Zwycięstwa w Wielkiej Wojnie Ojczyźnianej 1941–1945” (Związek Radziecki, 1970)[48]
- Medal jubileuszowy „Dwudziestolecia zwycięstwa w Wielkiej Wojnie Ojczyźnianej 1941–1945” (Związek Radziecki, 1972)
- Medal jubileuszowy „Trzydziestolecia zwycięstwa w Wielkiej Wojnie Ojczyźnianej 1941–1945” (Związek Radziecki, 1975)[49]
- Medal jubileuszowy „W upamiętnieniu 100-lecia urodzin Władimira Iljicza Lenina” (Związek Radziecki, 1969)[50]
- Odznaka honorowa Radzieckiego Komitetu Weteranów Wojny (Związek Radziecki, 1974)[51]
- Wielki Krzyż Orderu Rewolucji Majowej (Argentyna, 1974)[52]
- Wielka Złota Odznaka Honorowa na Wstędze za Zasługi dla Republiki Austrii (Austria, 1974)[53]
- Order Georgi Dimitrowa (Bułgaria, 1972)[54]
- Order Stara Płanina ze Wstęgą (Bułgaria, 1979)[55]
- Medal 90-lecia urodzin Georgi Dymitrowa (Bułgaria, 1972)[56]
- Czechosłowacki Wojskowy Order Lwa Białego „Za zwycięstwo” (Czechosłowacja, 1947)[57]
- Gwiazda I klasy Czechosłowackiego Wojskowego Orderu Lwa Białego „Za zwycięstwo” (1949)[58]
- Medal 50-lecia Komunistycznej Partii Czechosłowacji (Czechosłowacja, 1971)[59]
- Medal 30-lecia wyzwolenia Czechosłowacji przez Armię Radziecką (Czechosłowacja, 1975)[60]
- Krzyż Wielki Orderu Białej Róży Finlandii (Finlandia, 1974)[61]
- Krzyż Wielki Orderu Legii Honorowej (Francja, 1975)[62]
- Wielka Wstęga Orderu Korony (Iran, 1974)[63]
- Wielki Łańcuch Orderu Infanta Henryka (Portugalia, 1976)[64]
- Wielka Wstęga Orderu Leopolda (Belgia, 1977)[65]
- Order José Martí (Kuba, 1979)[66]

## Wyróżnienia
- Honorowe obywatelstwo Nowego Orleanu (USA, 1960)[67]
- Honorowe obywatelstwo Jasła (1965)[68]
- Honorowe obywatelstwo Czaplinka (1966)[69]
- Honorowe obywatelstwo wsi Borowie (1967)[70]
- Honorowe obywatelstwo miasta Kołobrzeg (17 marca 1970)[71]
- Honorowe obywatelstwo Przemyśla (1961)[72]
- Tytuł Honorowego Górnika Kopalni Wesoła (1959)[73]
- Honorowy członek Polskiego Związku Łowieckiego (1973)[74]
- Tytuł członka honorowego Stowarzyszenia Inżynierów i Techników Górnictwa (1972)[75]
- Honorowy Tytuł Budowniczego Huty Katowice (1976)[76]

## Życie prywatne
Piotr Jaroszewicz był dwukrotnie żonaty. Pierwszą jego żoną była Oksana z domu Stefurak (1914–1952), z którą miał syna Andrzeja i córkę Alinę. Drugą żoną była Alicja Solska-Jaroszewicz, z którą miał syna Jana. 
Był numizmatykiem i notafilem. W przypadku pieniędzy papierowych był zainteresowany przede wszystkim zbieraniem walorów o niskich numerach seryjnych. W numizmatyce polskiej utrwaliło się określenie wzór Jaroszewicza oznaczające banknot pierwotnie przeznaczony do obiegu, jednak pozbawiony siły nabywczej poprzez umieszczenie na nim drukowanego bądź perforowanego napisu „WZÓR” w celu przekazania waloru Piotrowi Jaroszewiczowi.
W 1991 nakładem wydawnictwa „Fakt” ukazała się książka Bohdana Rolińskiego Przerywam milczenie...: 1939–1989, wywiad rzeka z Piotrem Jaroszewiczem.

## Okoliczności śmierci
Został zamordowany razem z żoną Alicją Solską w niewyjaśnionych okolicznościach, w nocy z 31 sierpnia na 1 września 1992, w swoim domu w Aninie przy ul. Zorzy 19 (pod tym adresem po wojnie mieszkał Julian Tuwim). Przed śmiercią był torturowany i finalnie uduszony poprzez zadzierzgnięcie paska na jego szyi. Sprawców ani motywu nie wykryto, proces domniemanych zabójców zakończył się uniewinnieniem. Część materiału dowodowego w śledztwie została wykradziona z akt policyjnych, co stwierdzono w 2005.
Pochowany na cmentarzu Wojskowym na Powązkach w Warszawie (kwatera A2-7-12).
W 2007 Biuro Wywiadu Kryminalnego Komendy Głównej Policji postawiło tezę, że zabójstwo Jaroszewiczów miało związek z archiwum hitlerowskim, którego część Piotr Jaroszewicz zatrzymał w Radomierzycach w 1945 jako pułkownik WP, gdzie dotarł wraz z Tadeuszem Steciem (zm. 1993) i generałem Jerzym Fonkowiczem (zm. 1997, wszyscy zostali zamordowani w niewyjaśnionych okolicznościach). Według analityków policji dokumenty, które trafiły później do prywatnego archiwum Piotra Jaroszewicza, zawierały informacje kompromitujące polityków z różnych krajów.
W czerwcu 2017 wznowiono śledztwo w sprawie śmierci Jaroszewiczów. W grudniu 2019 skierowano akt oskarżenia przeciwko trzem członkom tzw. gangu karateków. Morderstwo miało być dokonane na tle rabunkowym. W listopadzie 2024 sąd uniewinnił oskarżonych od wszystkich zarzuconych czynów, uzasadniając tę decyzję błędami i niekonsekwencjami prokuratury w postępowaniu przygotowawczym.